# Forneldarnas natt

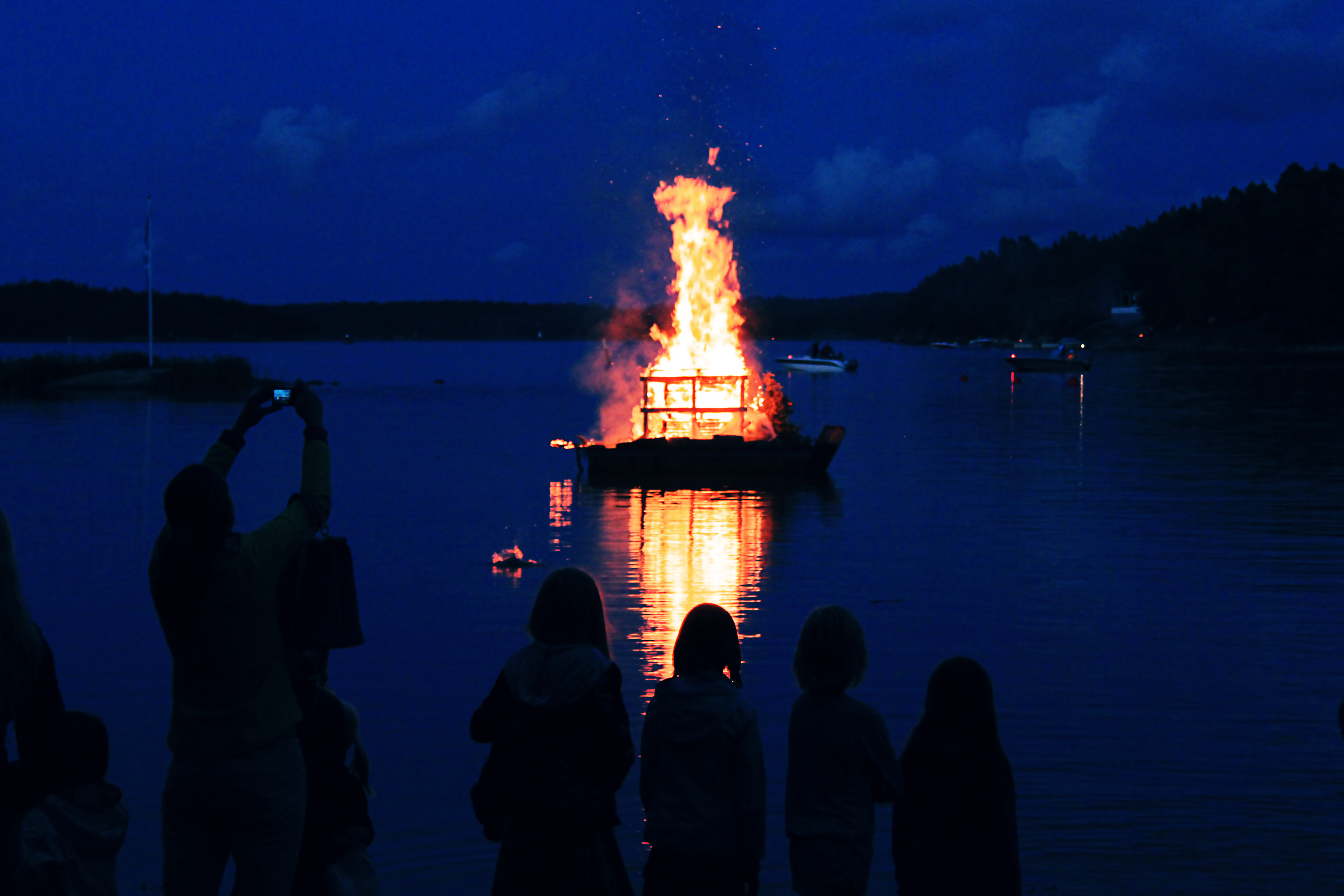
Nagu Framnäs Forneldarna Natt 2012 01

Forneldarnas natt (på finska muinaistulien yö) är ett kulturevenemang som firas genom att tända eldar längs Östersjöns stränder på liknande sätt som de forna vårdkasarna. En arbetsgrupp i Finland med initiativtagare samt representanter från sjöbevakning, Åbo Akademi, polis, brandväsendet och dylikt arbetade fram den första Forneldarnas natt till sista lördagen i augusti 1992, som en del av Finlands sjuttiofemårsjubileum. Iden att fira forneldarnas natt föddes på Kimitoön på initiativ av Kristian Lindroos och Paula Wilson.
Forneldarnas natt är inte en omformning av ett äldre firande, vilket ofta är fallet vid kollektiva fester, utan den är en medvetet konstruerad eldfest delvis med den venezianska aftonen i Österbotten som förebild. När Finland fyllde 75 år planerades ett projekt som skulle få fortsätta även efter jubileumsåret. Åbolands kulturråd, med kulturombudsmannen Birgitta Bröckl i spetsen, lade fram idén om en helt ny festtradition för sensommaren. Målet var att sammanföra landsbygdsbefolkningen och sommargästerna och samtidigt förlänga sommarsäsongen. Festens namn är inspirerat av Alexander Slottes dikt Slumrande toner där det heter: ”Flamma forneld! Lys vår gärning! Lys genom tiden”.
Idén om forneldarnas natt spred sig snabbt från Åbolands skärgård österut och också över till Stockholms skärgård och den estniska kusten. Hur traditionen konkret ska utformas var inte bestämt, utan tanken är att var och en skapar sin egen fest utgående från egna förutsättningar. Eld och ljus är ett genomgående tema, men annars är konceptet fritt. Som arrangörer fungerar ofta föreningar, butiker och gästhamnar.
Somliga har i samband med festligheterna betonat återuppväckandet av ett välutvecklat forntida signalsystem i form av tända eldar längs kusterna, så kallade vårdkasar. Teorin om ett sådant signalsystem har dock förkastats av historikerna. Eldledssystemet passar ändå väl in i en folklig historiesyn som söker svar om vår forntid. Forneldarnas natt präglas i övrigt av det småskaliga, lokala och människonära, och i likhet med villaavslutningen och den venezianska aftonen har den också blivit en privat fest som firas på sommarstugan.